# Savuchune
Savuchune (persan : سَووشون) est un roman de la romancière iranienne Simin Daneshvar, publié en 1969 en Iran. Réédité maintes fois et traduit en plusieurs langues, il est une des rares fictions iraniennes de l'époque dont le protagoniste est féminin. Il présente à la fois une aspect symbolistique que réalistique.
Simin Daneshvar dédie Savuchune à son feu conjoint Jalal Al-e-Ahmad, décédé quelques mois avant la parution du roman.

## Contexte
Savuchune se déroule à la ville iranienne de Chiraz, dans la période où les Alliés occupent le pays pendant la Seconde Guerre mondiale. L'histoire commence dans la noce de la fille du gouverneur, où se trouvent la plupart des personnages principaux.

## Résumé
La protagoniste de l'histoire, qui est aussi la narratrice des événements, s'appelle Zari. Elle s'efforce de conserver la paix chez soi et dans sa famille, en dépit de la conjoncture troublée du pays. Mais enfin elle doit faire face aux réalités de sa société. Son mari, Youssef, est un des grands propriétaires fonciers de la région. C'est un homme libéral qui s’oppose à la l'occupation. Il a un frère aîné dont l'idéologie est différente de lui et donc coopère avec les occupateurs. Youssef va mourir et sera inhumé à la dernière scène de l'histoire.